# 巴约的厄德
巴约的厄德（法語：Odon de Bayeux；约1036年—1097年2月），亦作孔特维尔的厄德（法語：Odon de Conteville），擔任诺曼底巴約主教和英格蘭肯特伯爵，也是征服者威廉同母异父的兄弟，在英格兰一度是权力仅次于国王的人。
厄德是征服者威廉的母亲埃尔勒瓦（Herleva）和孔特维尔的埃卢温（Herluin de Conteville）的儿子。莫尔坦伯爵罗贝尔是他的弟弟。关于他的出生日期有些不太确定。一些历史学家提出他的出生年份早至1030年，所以当威廉于1049年封他为巴约主教时应是19岁而不是14岁。

## 诺曼征服及以后

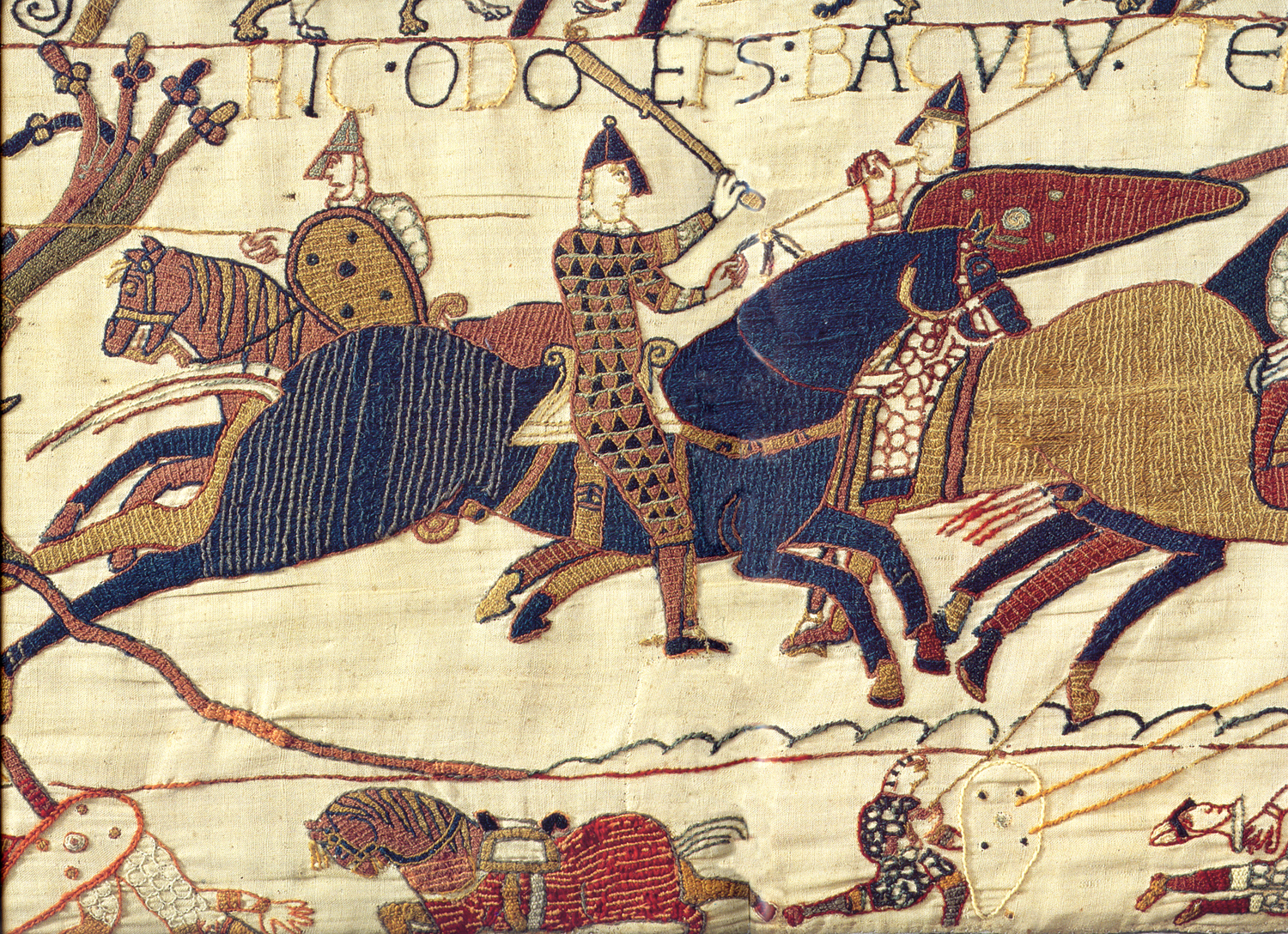
在黑斯廷斯战役中，厄德集结威廉公爵的军队。展示于贝叶挂毯。

尽管厄德被任命为羅馬公教會的神职人员，但他还是以军人和政治家的身份最为人所知。他为入侵英格兰提供船只并出现在黑斯廷斯战役中，或许他在黑斯廷斯并没有真正指挥战斗，而是在后方鼓舞军队。他和威廉、他的权杖运送者、一群仆人和他的家族成员在一起。
1067年，厄德成为肯特伯爵，很多年以来都是一个可信赖的王室大臣。当某些情况下威廉不在时（返回诺曼底），厄德是英格兰实际上的摄政者，有时他领导王室军队镇压叛乱（例如三伯爵叛乱）。然而他明确的势力范围并不确定。有时在一些其他情况下他也陪同威廉返回诺曼底。
在这段时间里，厄德在英格兰得到了巨大的地产，范围仅次于国王：他在23个郡拥有土地，主要在东南部和东盎格利亚。

## 审判、关押和叛乱

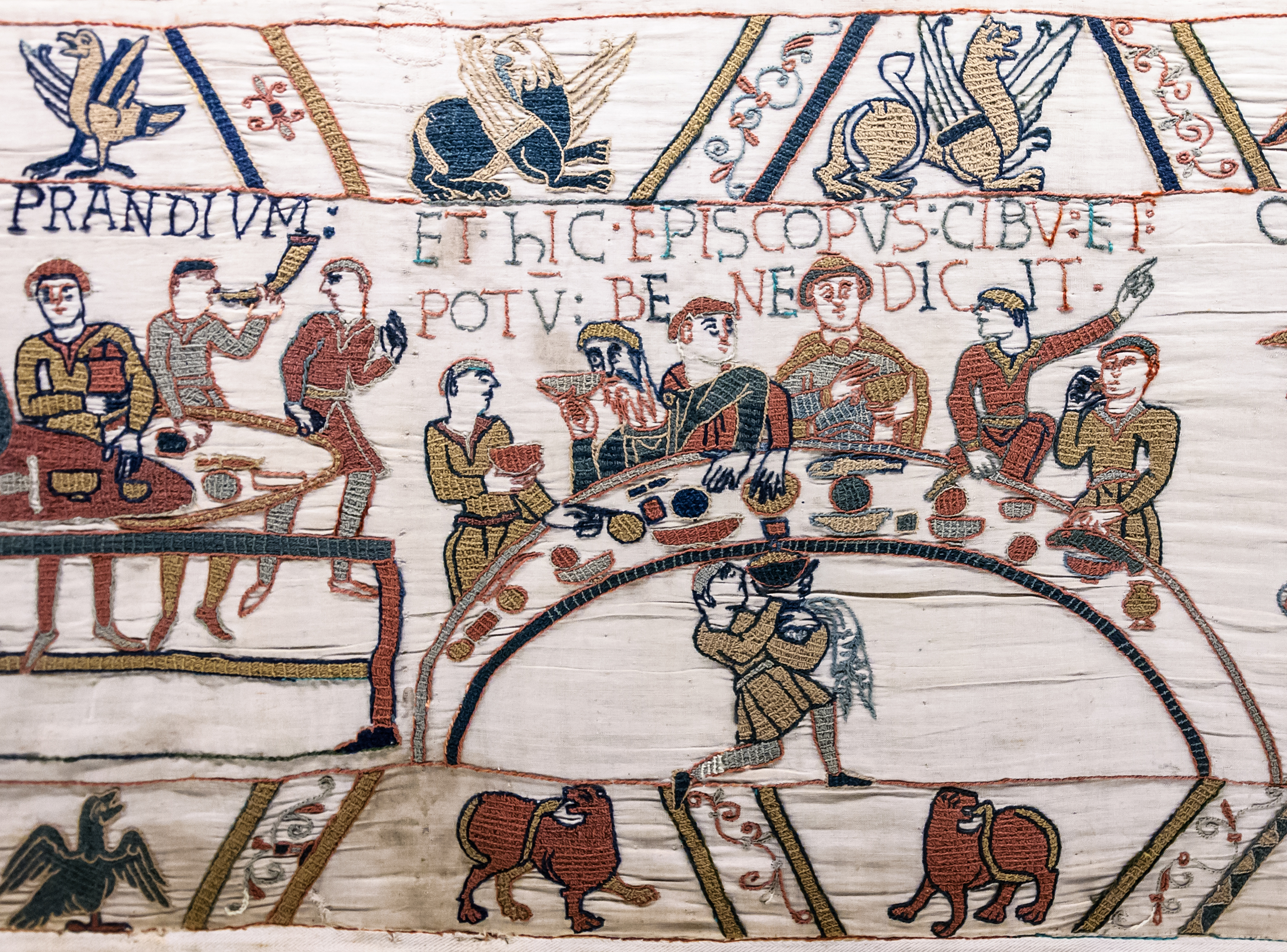
征服者威廉的宴会，贝叶挂毯的一部分

1076年，因为诈骗克朗（Crown）和坎特伯雷主教区一案，一个來自各方高级人士所组成的委员会，在肯特的Penenden Heath對厄德进行持续三天的审判。当审判结束时，厄德被迫退还许多财产，他的财产被重新分配。
1082年，因为计划一个对意大利的军事远征，厄德突然失宠并被囚禁。他的动机并不能确定。后来编写这段历史的编年史家认为厄德想让自己成为教皇，但同一时代并没有明显的证据。无论是什么原因，在接下来的5年中厄德被囚禁，他的英国地产被国王收回，包括肯特伯爵爵位，但厄德并没有被免去巴约主教的职位。
威廉在他1087年临终之时，被他兄弟莫尔坦伯爵罗贝尔勉强的说服释放厄德。国王死后，厄德恢复伯爵身份并很快组织一场支持威廉的长子罗贝尔·柯索斯的叛乱。1088年叛乱失败後，威廉·鲁夫斯不顾支持者的反对，允许厄德离开王国。后来，厄德待在诺曼底在罗贝尔处任职。
厄德参加第一次十字军东征，在诺曼底公爵前往巴勒斯坦的队伍中任职，但在1097年2月，在途中的巴勒莫逝世。

## 性格和成就
歷史上厄德很少有良好的记录。他透过勒索和抢劫获得的巨大财富却被记载下来。他的野心无穷并且道德不检点。然而，和同时代的很多主教一样，厄德是一个学术和艺术的资助者。他还是一个伟大的建筑师。他在1059年建造了特罗阿恩修道院（Abbaye de Troarn）并重建了他辖区的巴約聖母主教座堂，并且有可能委托制作了著名的贝叶挂毯。厄德可能也赞助了罗兰之歌的早期翻译。更能确定的是他对于巴约座堂学校的发展，而且受他保护和赞助的许多年轻人后来成为了杰出的高级教士。

## 银幕描写
在银幕上，约翰·内特尔顿（John Nettleton）在1966年BBC的两集电视剧《征服》（Conquest）上飾演厄德。该剧是《剧院625》系列的一部分。丹尼斯·利尔（Denis Lill）在1990年的电视舞台剧《皇家血统：威廉征服者》（Blood Royal: William the Conqueror）中飾演厄德。

## 延伸阅读
- Bates, David, 'The Character and Career of Odo, Bishop of Bayeux (1049/50–1097)', in: Speculum, vol. 50, pp. 1–20 (1975).
- LePatourel, John. . The English Historical Review. September 1946, 61 (241): 378–388. doi:10.1093/ehr/LXI.CCXLI.378.
- . Britannica Online Encyclopedia. Encyclopædia Britannica.   [12 August 2010]. （原始内容存档于2014-12-04）.
- Rowley, Trevor, The Man Behind the Bayeux Tapestry: Odo, William the Conqueror's Half-Brother (2013) ISBN 978-0-7524-6025-3
- Nakashian, Craig M, Warrior Churchmen of Medieval England, 1000-1250 (Boydell & Brewer, 2016) ISBN 978-1-7832-7162-7

| 前任： Hugo III. d'Ivry | 天主教巴約教區主教 1049年－1097年 | 繼任： Turold de Brémoy |

| 英格蘭貴族爵位                                                                 | 英格蘭貴族爵位       | 英格蘭貴族爵位                                          |
| ------------------------------------------------------------------------------ | -------------------- | ------------------------------------------------------- |
| 空缺Norman conquest上一位持有相同頭銜者：利奥芬·戈德温松 作为盎格鲁-撒克逊伯爵 | 肯特伯爵 1067 – 1088 | 空缺Title forfeit下一位持有相同頭銜者：威廉·德·伊普莱斯 |